# Romano Perticone
Romano Perticone (Melzo, 13 agosto 1986) è un allenatore di calcio ed ex calciatore italiano, di ruolo difensore, tecnico del Mestre.

## Carriera

### Giocatore

#### Club
Cresciuto calcisticamente nelle giovanili del Milan, fa il suo debutto in Serie A, il 20 maggio 2005, nella partita Milan-Palermo finita 3-3. Dopo una parentesi di un mese e mezzo nelle file del Cesena, in Serie B, viene girato in prestito al Pizzighettone, in Serie C1, dove gioca 22 partite. L'anno successivo passa in prestito al Verona in Serie B, dove colleziona con la società scaligera 13 partite.
Nella stagione 2007-2008 ritorna in prestito in Serie C1, alla Cremonese, dove gioca 23 partite, segnando anche due gol. Nell'estate del 2008 viene ceduto in comproprietà al Livorno, in Serie B, dove disputa 36 gare (comprese 3 nei vittoriosi play-off) realizzando una rete. Il 23 giugno 2009 il Milan comunica ufficialmente di aver ceduto a titolo definitivo il giocatore al Livorno, club neopromosso in Serie A.
Nel Campionato 2009-2010 gioca con la società labronica, 27 partite della massima serie italiana, ma a fine anno il Livorno retrocede di nuovo in Serie B. Nella stagione successiva Perticone viene confermato al centro della difesa amaranto e in 6 mesi gioca 22 partite segnando pure 2 gol. Il 31 gennaio 2011 passa, in prestito con diritto di riscatto della compartecipazione, alla Sampdoria in Serie A.
Il 25 giugno dello stesso anno, la Sampdoria decide di non riscattare il 50% del suo cartellino per la cifra di 1400000 € e quindi torna di diritto al Livorno.
L'11 gennaio 2012 viene ufficializzato il suo passaggio in prestito al Modena. In maglia gialloblu disputa 14 partite, prima di fare ritorno a Livorno per fine prestito. La squadra labronica lo cede poi nel mercato estivo al Novara nello scambio che porta Giuseppe Gemiti in amaranto; debutta in campionato coi novaresi il successivo 13 ottobre in occasione della vittoria 4-2 sul Brescia.
Il 1º settembre 2014 viene ufficializzato il passaggio del difensore all'Empoli. Il 22 gennaio, dopo essere tornato alla società piemontese, viene girato, in prestito con obbligo di riscatto, al Trapani. Il 22 giugno 2015 viene riscattato dal club siciliano.
Il 18 giugno 2016 la società comunica che il giocatore non ha voluto rinnovare il contratto in scadenza per motivi personali, rimanendo così svincolato.
Il 1º luglio seguente firma un biennale con il Cesena. Complessivamente in Romagna disputa in due stagioni 57 partite, pur non andando mai in gol.
Dopo il fallimento della squadra romagnola, Perticone, svincolato, il 26 luglio 2018 firma un contratto biennale con la Salernitana, con opzione per la terza stagione. A causa di numerosi problemi fisici riesce a mettere insieme solo 10 presenze in campionato, così il 2 settembre 2019 viene ceduto al Cittadella a titolo definitivo.
Milita nel club granata sino al termine della stagione 2022-2023, dopodiché rimane svincolato, fino a quando, il 29 luglio 2023, firma un contratto con il Treviso, militante in Serie D. Il contratto da calciatore con i biancocelesti, in scadenza il 30 giugno 2024 viene interrotto anzitempo, esattamente il 30 marzo, giorno in cui Perticone chiude la sua esperienza nel calcio giocato e inizia la sua carriera da allenatore.

#### Nazionale
Vanta 4 presenze all'attivo con le nazionali giovanili italiane. Il 26 ottobre 2005 ha fatto il suo esordio in Under-20 nella partita Svizzera-Italia 2-1.

### Allenatore

#### Treviso
Il 30 marzo 2024, in seguito all'esonero di Michele Florindo, il Treviso gli affida la guida della Prima Squadra.

#### Mestre
Il 29 ottobre 2024, in seguito dell'esonero di Mario Tacchinardi il Mestre, club di Serie D, gli affida la guida prima squadra.

## Statistiche

### Presenze e reti nei club
| Stagione          | Squadra           | Campionato        | Campionato | Campionato | Coppe nazionali | Coppe nazionali | Coppe nazionali | Coppe continentali | Coppe continentali | Coppe continentali | Altre coppe | Altre coppe | Altre coppe | Totale | Totale |
| Stagione          | Squadra           | Comp              | Pres       | Reti       | Comp            | Pres            | Reti            | Comp               | Pres               | Reti               | Comp        | Pres        | Reti        | Pres   | Reti   |
| ----------------- | ----------------- | ----------------- | ---------- | ---------- | --------------- | --------------- | --------------- | ------------------ | ------------------ | ------------------ | ----------- | ----------- | ----------- | ------ | ------ |
| 2004-2005         | Milan             | A                 | 1          | 0          | CI              | 0               | 0               | UCL                | 0                  | 0                  | SI          | 0           | 0           | 1      | 0      |
| 2005-2006         | Pizzighettone     | C1                | 22         | 0          | CI-C            | 0               | 0               | -                  | -                  | -                  | -           | -           | -           | 22     | 0      |
| 2006-2007         | Verona            | B                 | 13         | 0          | CI              | 1               | 0               | -                  | -                  | -                  | -           | -           | -           | 14     | 0      |
| 2007-2008         | Cremonese         | C1                | 23+4       | 2          | CI-C            | 0               | 0               | -                  | -                  | -                  | -           | -           | -           | 27     | 2      |
| 2008-2009         | Livorno           | B                 | 35+3       | 1          | CI              | 1               | 0               | -                  | -                  | -                  | -           | -           | -           | 39     | 1      |
| 2009-2010         | Livorno           | A                 | 27         | 0          | CI              | 2               | 0               | -                  | -                  | -                  | -           | -           | -           | 28     | 0      |
| 2010-gen. 2011    | Livorno           | B                 | 22         | 2          | CI              | 2               | 0               | -                  | -                  | -                  | -           | -           | -           | 24     | 2      |
| gen.-giu. 2011    | Sampdoria         | A                 | 0          | 0          | CI              | 0               | 0               | -                  | -                  | -                  | -           | -           | -           | 0      | 0      |
| 2011-gen. 2012    | Livorno           | B                 | 14         | 0          | CI              | 2               | 0               | -                  | -                  | -                  | -           | -           | -           | 16     | 0      |
| Totale Livorno    | Totale Livorno    | Totale Livorno    | 100+3      | 3          |                 | 7               | 0               |                    | -                  | -                  |             | -           | -           | 107    | 3      |
| gen.-giu. 2012    | Modena            | B                 | 14         | 0          | CI              | 0               | 0               | -                  | -                  | -                  | -           | -           | -           | 14     | 0      |
| 2012-2013         | Novara            | B                 | 28+2       | 2          | CI              | 1               | 0               | -                  | -                  | -                  | -           | -           | -           | 31     | 2      |
| 2013-2014         | Novara            | B                 | 33+2       | 0          | CI              | 2               | 0               | -                  | -                  | -                  | -           | -           | -           | 37     | 0      |
| set. 2014         | Novara            | LP                | 1          | 0          | CI+CI-LP        | 1               | 0               | -                  | -                  | -                  | -           | -           | -           | 2      | 0      |
| Totale Novara     | Totale Novara     | Totale Novara     | 62+4       | 2          |                 | 4               | 0               |                    | -                  | -                  |             | -           | -           | 70     | 2      |
| 2014-gen. 2015    | Empoli            | A                 | 0          | 0          | CI              | 0               | 0               | -                  | -                  | -                  | -           | -           | -           | 0      | 0      |
| gen.-giu. 2015    | Trapani           | B                 | 14         | 0          | CI              | -               | -               | -                  | -                  | -                  | -           | -           | -           | 14     | 0      |
| 2015-2016         | Trapani           | B                 | 36+4       | 1          | CI              | 2               | 1               | -                  | -                  | -                  | -           | -           | -           | 42     | 2      |
| Totale Trapani    | Totale Trapani    | Totale Trapani    | 50+4       | 1          |                 | 2               | 1               |                    | -                  | -                  |             | -           | -           | 56     | 2      |
| 2016-2017         | Cesena            | B                 | 27         | 0          | CI              | 4               | 0               | -                  | -                  | -                  | -           | -           | -           | 31     | 0      |
| 2017-2018         | Cesena            | B                 | 30         | 0          | CI              | 2               | 0               | -                  | -                  | -                  | -           | -           | -           | 32     | 0      |
| Totale Cesena     | Totale Cesena     | Totale Cesena     | 57         | 0          |                 | 6               | 0               |                    | -                  | -                  |             | -           | -           | 63     | 0      |
| 2018-2019         | Salernitana       | B                 | 10         | 0          | CI              | 0               | 0               | -                  | -                  | -                  | -           | -           | -           | 10     | 0      |
| 2019-2020         | Cittadella        | B                 | 22+1       | 0          | CI              | 1               | 0               | -                  | -                  | -                  | -           | -           | -           | 24     | 0      |
| 2020-2021         | Cittadella        | B                 | 25+3       | 0          | CI              | 2               | 0               | -                  | -                  | -                  | -           | -           | -           | 30     | 0      |
| 2021-2022         | Cittadella        | B                 | 23         | 0          | CI              | 0               | 0               | -                  | -                  | -                  | -           | -           | -           | 23     | 0      |
| 2022-2023         | Cittadella        | B                 | 23         | 0          | CI              | 1               | 0               | -                  | -                  | -                  | -           | -           | -           | 24     | 0      |
| Totale Cittadella | Totale Cittadella | Totale Cittadella | 93+4       | 0          |                 | 4               | 0               |                    | -                  | -                  |             | -           | -           | 101    | 0      |
| 2023-mar. 2024    | Treviso           | D                 | 15         | 0          | CI-D            | 1               | 0               | -                  | -                  | -                  | -           | -           | -           | 16     | 0      |
| Totale carriera   | Totale carriera   | Totale carriera   | 475        | 8          |                 | 24              | 1               |                    | 0                  | 0                  |             | 0           | 0           | 499    | 9      |

### Statistiche da allenatore
Statistiche aggiornate al 18 maggio 2025.
| Stagione        | Squadra         | Campionato      | Campionato | Campionato | Campionato | Campionato | Coppe nazionali | Coppe nazionali | Coppe nazionali | Coppe nazionali | Coppe nazionali | Coppe continentali | Coppe continentali | Coppe continentali | Coppe continentali | Coppe continentali | Altre coppe | Altre coppe | Altre coppe | Altre coppe | Altre coppe | Totale | Totale | Totale | Totale | % Vittorie | Piazzamento |
| Stagione        | Squadra         | Comp            | G          | V          | N          | P          | Comp            | G               | V               | N               | P               | Comp               | G                  | V                  | N                  | P                  | Comp        | G           | V           | N           | P           | G      | V      | N      | P      | %          | Piazzamento |
| --------------- | --------------- | --------------- | ---------- | ---------- | ---------- | ---------- | --------------- | --------------- | --------------- | --------------- | --------------- | ------------------ | ------------------ | ------------------ | ------------------ | ------------------ | ----------- | ----------- | ----------- | ----------- | ----------- | ------ | ------ | ------ | ------ | ---------- | ----------- |
| mar.-giu. 2024  | Treviso         | D               | 5+1        | 4          | 0          | 1+1        | CI-D            | -               | -               | -               | -               | -                  | -                  | -                  | -                  | -                  | -           | -           | -           | -           | -           | 6      | 4      | 0      | 2      | 66,67      | Sub., 3º    |
| ott. 2024-2025  | Mestre          | D               | 27+1       | 15         | 6          | 6+1        | CI-D            | 1               | 0               | 0               | 1               | -                  | -                  | -                  | -                  | -                  | -           | -           | -           | -           | -           | 29     | 15     | 6      | 8      | 51,72      | Sub., 5º    |
| Totale carriera | Totale carriera | Totale carriera | 34         | 19         | 6          | 9          |                 | 1               | 0               | 0               | 1               |                    | -                  | -                  | -                  | -                  |             | -           | -           | -           | -           | 35     | 19     | 6      | 10     | 54,29      |             |